# Božena Vrbanc Goleš
Božena Vrbanc Goleš (Zagreb, 21. veljače 1950.) je bivša hrvatska rukometašica.
Igrala je za Metalac i Lokomotivu iz Zagreba. S Lokomotivom je bila prvakinja 1968., 1969., 1970. i 1974. godine. Kup je s Lokomotivom osvojila 1971. godine. Igrala je u finalu Kupa europskih prvakinja 1974./75. za Lokomotivu protiv rukometašica ondašnjeg europskog diva, kijevskog Spartaka.
U sastavu bivše jugoslavenske ženske rukometne reprezentacije osvojila je zlato na SP 1973. godine. 